# Masacre de Panzós
La masacre de Panzós fue un incidente en el que el ejército de Guatemala asesinó a un grupos de indígenas mayas kekchís que protestaban en contra de los abusos de las empresas transnacionales y terratenientes locales que operaban en la región de Alta Verapaz e Izabal conocida como el valle del Polochic. La masacre ocurrió el 29 de mayo de 1978, durante el gobierno del presidente Kjell Eugenio Laugerud García (1974-1978) —durante la Guerra Civil de Guatemala— en la localidad de Panzós, Alta Verapaz, en el valle del Río Polochic, próxima a la Franja Transversal del Norte. Dejó como resultado cincuenta y tres personas fallecidas —entre hombres, mujeres y niños—, y cuarenta y siete heridos y se produjo luego de que una masiva protesta de los campesinos del valle del Polochic convocada en Panzós fuera reprimida por el ejército. La mayor parte de los cadáveres fueron enterrados en una fosa común, en un intento de «desaparecer las pruebas materiales». En los días posteriores a la matanza, varias decenas de cadáveres fueron vistos en distintos puntos a lo largo del río Polochic.

## Contexto histórico
| En la Alta Verapaz a fines del siglo xix, gracias a las facilidades otorgadas por los gobiernos liberales de Justo Rufino Barrios, Manuel Lisandro Barillas Bercián y José María Reina Barrios, los finqueros alemanes llegaron a concentrar en sus manos las tres cuartas partes de la extensión total de los 8686 kilómetros cuadrados que tenía el territorio departamental. En este departamento llegó a tal grado la apropiación de tierras y hombres [esclavos] por los empresarios agrarios alemanes, que un jefe político constató que los campesinos desaparecían de sus pueblos de la noche a la mañana, huyendo de los finqueros. —Julio Castellanos Cambranes |

El valle del río Polochic estuvo habitado desde tiempos remotos por población kekchí y pokomchí. Tras la Reforma Liberal de 1871, el presidente Justo Rufino Barrios (1873-1885) comenzó la adjudicación de tierras de la zona a agricultores alemanes..  El Decreto 170 (o Decreto de Redención de Censos) facilitó la expropiación de las tierras comunales de las comunidades indígenas en favor de los colonos alemanes, al propiciar la venta en pública subasta de las tierras comunales.  Desde esta época, la principal actividad económica fue la agroexportadora, especialmente de café, banano y cardamomo. La propiedad comunal, dedicada a cultivos de subsistencia, fue usurpada y se convirtió en propiedad privada dirigida al cultivo y comercialización a gran escala de productos agrarios. Por tanto, las características fundamentales del sistema productivo, fueron desde esa época la acumulación de la propiedad en pocas manos, y una especie de «servidumbre de finca», basada en la explotación de los «mozos colonos».
En 1954, con el golpe de Estado de la Liberación dirigido por la CIA de los Estados Unidos y la compañía trasnacional estadounidense United Fruit Company, la mayoría de las tierras fueron expropiadas, y adjudicadas a los antiguos terratenientes. Flavio Monzón fue nombrado alcalde municipal y en los siguientes veinte años se convertiría en uno de los más grandes terratenientes de la zona. Al inicio de los sesenta Flavio Monzón compró la finca San Vicente, después adquirió Canarias, San Luis, Las Tinajas, y finalmente Sechoc.
En 1964, varias comunidades asentadas durante décadas en la orilla del río Polochic reclamaron títulos de propiedad al INTA (Instituto Nacional de Transformación Agraria), creado en octubre de 1962. Sin embargo, las tierras fueron adjudicadas a Flavio Monzón. Un campesino maya de Panzós afirmó que Flavio Monzón «sacó las firmas de los ancianos para ir a pedir las tierras al INTA. Cuando volvió, reunió a la gente y dijo que, por equivocación del INTA, la tierra había salido a su nombre». El INTA también se encargó de colonizar la Franja Transversal del Norte (FTN), la cual fue definida en 1964 como la parte norte de los departamentos de Huehuetenango, Quiché, Alta Verapaz e Izabal y luego fue creada oficialmente durante el gobierno del general Carlos Arana Osorio en 1970, mediante el Decreto 60-70 en el Congreso de la República, para el establecimiento de desarrollo agrario;  al principio, la FTN tenía un gran potential agropecuario y para la explotación de maderas preciosas, pero luego a partir de 1974, se empezó a explotar petróleo comercialmente en las cercanías de la FTN a raíz de los descubrimientos realizados por las petroleras Basic Resources y Shenandoah Oil, que operaban conjuntamente en el campo petrolero de Rubelsanto, Alta Verapaz.
A lo largo de los años setenta, los campesinos de Panzós siguieron reclamando al INTA la regularización de la propiedad de las tierras. Recibían asesoría legal de la FASGUA (Federación Autónoma Sindical de Guatemala), organización que apoyaba las reivindicaciones campesinas mediante procedimientos legales. Sin embargo, ningún campesino recibió el título de propiedad. Unos, obtuvieron promesas otros, títulos de propiedad provisionales, y también los hubo que sólo recibieron permisos para sembrar.  Los campesinos empezaron a sufrir desalojos de sus tierras por parte de finqueros, militares y autoridades locales a favor de los intereses económicos de la compañía Explotaciones Mineras de Izabal (EXMIBAL), además de la explotación minera de otros minerales por la empresa Transmetales, S.A. y los proyectos de explotación y exploración de petróleo: Exxon, Shenandoah y los contratos de Hispanoil y Getty Oil en la Franja Transversal del Norte, al igual que la necesidad de expansión territorial para el embalse de la Planta Hidroeléctrica Chixoy.
En 1978 se instaló un destacamento militar a pocos kilómetros de la cabecera municipal de Panzós, en un lugar conocido como Quinich. En esta época progresó la capacidad de organización de los campesinos, a través de los comités que reivindicaban la titulación de las tierras, fenómeno que preocupó al sector terrateniente. Algunos de estos propietarios ―entre los que se encontraba Flavio Monzón― afirmaron: «Varios campesinos residentes en las aldeas y caseríos quieren incendiar la población urbana con fines de invadir propiedades privadas», y solicitaron protección al gobernador de Alta Verapaz.
En mayo de 1978 varios finqueros se reunieron con el gobernador de Alta Verapaz y, considerando que «las concentraciones de campesinos que han venido sucediéndose provocan alarma entre la «población pacífica» [...] [los finqueros solicitan] protección para los habitantes; pues hay un destacamento militar a siete kilómetros de la cabecera municipal que podría trasladarse a la cabecera municipal en vista de que no hay Policía Nacional para prevenir cualquier desorden». El gobernador departamental respondió: «Se tomarán las medidas para contrarrestar cualquier desorden que llegara a cometerse de parte del grupo de campesinos provocadores».
Hacia el 24 o 25 de mayo de 1978, un contingente militar de unos 30 soldados se trasladó de Quinich al salón municipal de Panzós. Cuando un periodista le preguntó al alcalde Walter Overdick García acerca de la razón de la presencia del Ejército en la cabecera municipal, el funcionario respondió: «Se debe a que mucha gente pidió personalmente que el Ejército viniera a ver la tranquilidad del lugar, porque se daban cuenta de que aquí se me amotinaban trescientos, cuatrocientos campesinos».
Varios comuneros de Panzós que viajaron a la capital, manifestaron a los medios de comunicación que los terratenientes «ya los habían amenazado con echarles el destacamento de Zacapa si continuaban alegando sus derechos en las tierras de las Verapaces». El alto mando del Ejército consideraba que la organización campesina era parte activa de la guerrilla y un obstáculo considerable en sus aspiraciones de usufructuar la Franja Transversal del Norte. El coronel Valerio Cienfuegos, que comandaba la tropa destacada en Panzós, diría a la prensa días después: «Se sabe que los campesinos se reúnen periódicamente en un campo de entrenamiento».
El 27 de mayo de 1978, cuando varios campesinos del barrio San Vicente (en Panzós) fueron a sembrar maíz a orillas del río Polochic, aparecieron los hijos de un terrateniente de la zona, acompañados por varios soldados armados, y los intimidaron para que dejaran de reclamar tierras. Ese mismo día los militares detuvieron a dos campesinos del barrio La Soledad, y maltrataron a otros. Hubo algunos disturbios menores, y uno de los campesinos indígenas resultó muerto.
El 28 de mayo, campesinos del barrio La Soledad y de la aldea Cahaboncito entregaron un documento preparado por FASGUA al alcalde Walter Overdick García, con el fin de que este lo leyera en público. En el documento, FASGUA solicitaba al alcalde que intercediera «en favor de los campesinos y tratara de solucionar los problemas por ellos planteados».
El 29 de mayo de 1978, para insistir en el reclamo de la tierra y manifestar el descontento ocasionado por los actos arbitrarios de los terratenientes y de las autoridades civiles y militares, campesinos de las aldeas Cahaboncito, Semococh, Rubetzul, Canguachá, Sepacay, finca Moyagua y barrio La Soledad, decidieron realizar una manifestación pública en la plaza de Panzós. Cientos de hombres, mujeres, y niños indígenas se dirigieron a la plaza de la cabecera municipal de Panzós, cargando sus instrumentos de trabajo, machetes y palos. Una de las personas que participó en la manifestación afirma: «La idea no era pelear con nadie, lo que se pedía era la aclaración de la situación de la tierra. La gente venía de varios lugares y no tenían armas de fuego».

## La masacre
| A las buenas fuimos y dolor encontramos. —Viuda sobreviviente, testigo presencial |

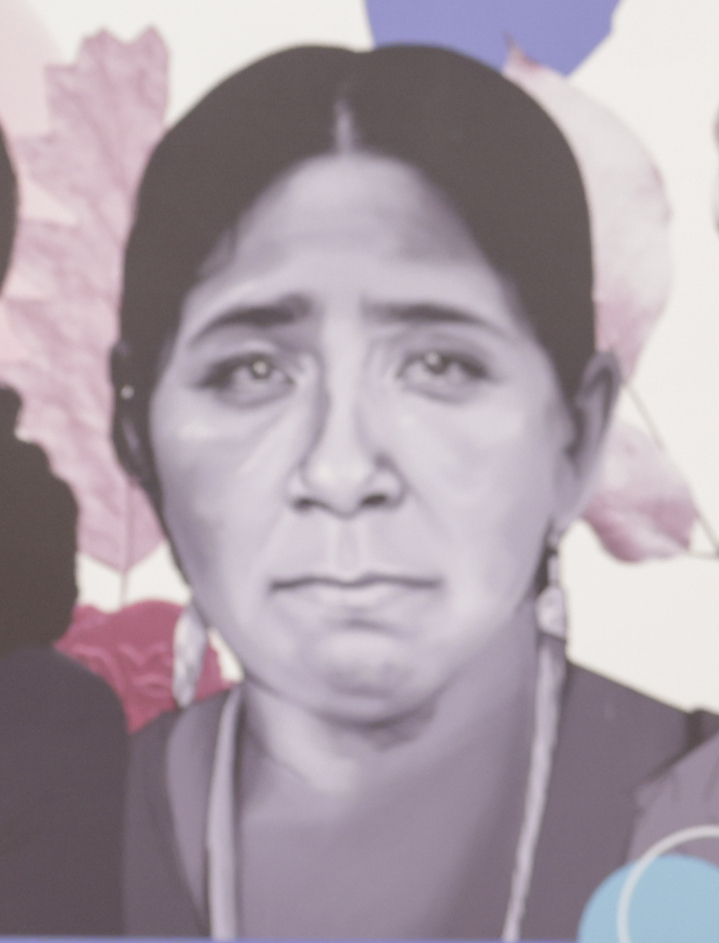
Ilustración de Adelina Caal «Mamá Maquín», líder que fue asesinada durante la masacre.

El 29 de mayo de 1978, hacia las ocho de la mañana, la población maya kekchí fue llegando a la plaza hasta que se llenó. El alcalde y los funcionarios municipales se encontraban dentro de la sede comunal, reunidos a puerta cerrada. Varios miembros del Ejército armados, algunos con ametralladoras, se encontraban en la puerta y también había francotiradores en el techo de la iglesia (el punto más alto de la aldea).
Alrededor de las nueve de la mañana los campesinos solicitaron hablar con el alcalde sobre sus problemas de tierras. El alcalde accedió a hablar, pero solo con cuatro representantes del grupo. Sin embargo, debido al tumulto la reunión no se pudo realizar. Según una persona que estuvo en la plaza, un militar afirmó: «Si tierras quieren, la van a tener... pero en el camposanto» y acusó a los campesinos de estar «orientados por la guerrilla».
Hay distintas versiones sobre cómo se inició el tiroteo. Unos afirman que comenzó cuando «Mamá Maquín» empujó a un soldado que le impedía el paso; otros sostienen que se produjo debido a que la gente empujaba tratando de entrar en la municipalidad, lo que fue interpretado por los soldados como una agresión. Un testigo afirma que uno de los manifestantes le quitó el arma a un soldado pero que no la usó, por no saber hacerlo. Varias declarantes sostienen que un militar gritó: «¡Uno, dos, tres, fuego!». En efecto, el teniente que dirigía a la tropa dio las órdenes para disparar contra la gente reunida.
Los disparos, que sonaron durante unos cinco minutos, fueron hechos por las armas de reglamento que portaban los militares, así como las tres metralletas ubicadas a las orillas de la plaza. Varios campesinos hirieron con machetes a varios soldados. Ningún soldado fue herido por arma de fuego. La plaza quedó cubierta de sangre. De inmediato, el Ejército cerró las principales calles de acceso, y un helicóptero del Ejército sobrevoló el pueblo antes de recoger a los soldados heridos.  Un estudiante de Medicina, que realizaba su práctica profesional (EPS) y una trabajadora del centro de salud acudieron para recoger a los heridos. El centro de salud fue rodeado por los soldados. Con mucho esfuerzo y superando diversos obstáculos consiguieron atender a los heridos. «Ese día se estaba trabajando duro, hasta las cinco de la mañana [...] por mala suerte hubo un derrumbe y no pasaba la ambulancia desde Cobán, tres pick-ups —vehículos de palangana— llevaron a los heridos a El Estor; la ambulancia no alcanzaba». Un vecino del pueblo ayudó con las medicinas de su farmacia y también colaboró en la atención a los heridos.
Después de la masacre, los militares prohibieron entrar a la plaza. En la tarde, autoridades municipales ordenaron levantar los cadáveres. Miembros del Ejército los metieron en el recipiente trasero de un camión azul de la municipalidad. Los llevaron a un lugar cercano al cementerio público y, con un tractor ―posiblemente de propiedad del terrateniente Flavio Monzón―, cavaron un hoyo, donde colocaron los cuerpos. De este modo enterraron a 34 personas, según el informe de exhumación de la Fundación de Antropología Forense de Guatemala de junio de 1998. Al día siguiente algunos campesinos fueron obligados por el jefe de la Policía municipal, a inhumar el cuerpo de una persona que murió en el centro de salud.
Muchas de las personas que huyeron del lugar de los hechos se refugiaron en el barrio La Soledad. Hasta allí los persiguieron los soldados, maltratando a los que encontraba en su avance. Otras personas, malheridas, murieron en la huida y sus cadáveres fueron encontrados más tarde en potreros o ahogados en el río Polochic. El alcalde de El Estor afirmó, según la versión de un declarante, que aquel día recogieron veinticinco cadáveres que llegaron arrastrados por el río Polochic.
Sobre la base de informaciones recabadas por la CEH, se pudo establecer que murieron, tanto en la plaza como en las tentativas de fuga, un total de 53 personas. Otra fuente señaló que unas 47 resultaron heridas. Entre las personas que murieron estaba Adelina Caal, conocida como Mamá Maquín.

## Después de los hechos
Panzós quedó ocupada por el Ejército después de la masacre, registrándose un aumento considerable del número de soldados destacados en el pueblo. Por espacio de varias semanas los pobladores no regresaron a sus casas y se escondieron del Ejército. Panzós se veía desierto y los que no habían huido se encerraban en sus hogares. Una habitante del municipio sostiene: «Nos empezaron a asustar los soldados; nosotros dormíamos en el monte»; la prensa guatemalteca reportó que, de los siete mil habitantes, solamente mil permanecieron en el pueblo.
La masacre causó un gran impacto nacional e internacional. El 1 de junio de 1978 se realizó una numerosa manifestación de protesta en la capital, encabezada por la AEU (Asociación de Estudiantes Universitarios): fue conocida como la Marcha de los Paraguas. Se demandó el acceso a Panzós de una comisión estudiantil, de la Cruz Roja y de la Prensa. La Prensa nacional cubrió durante varios días, en primera plana, los acontecimientos. La Prensa internacional informó de la masacre al mismo tiempo. El relato de la masacre figura en múltiples historias populares y académicas.
A partir de la masacre el Ejército inició en el Valle Polochic una represión selectiva contra los líderes comunitarios que reivindicaban tierras y así también contra sacerdotes mayas. De las personas desaparecidas y ejecutadas extrajudicialmente por los soldados, comisionados militares y patrulleros de la autodefensa civil, entre 1978 y 1982, la Comisión para el Esclarecimiento Histórico (CEH) registró 310 víctimas.
A consecuencia de estos hechos, se veían a diario cadáveres de indígenas flotando en el río Polochic. Según la declaración de una persona que trabajó en proyectos de desarrollo en el valle del Polochic entre 1978 y 1982: «Cada día, cuando iba a trabajar, me imaginaba que eran los mismos cadáveres que pasaban en el río, aunque sabía que no era posible, era demasiado fuerte darme cuenta de que cada remolino traía nuevos muertos».
La represión generalizada atemorizó e inmovilizó a la población de Panzós. Las peticiones de tierras disminuyeron drásticamente. Desde 1978 hasta 1996 no volvería a realizarse una manifestación pública. Cabe destacar que algunos de los destacamentos militares se ubicaron en terrenos de propiedad de finqueros, como el de la finca Tinajas y el de la finca Saquijá.

## Reconocimiento estatal de la problemática de la tierra
En el mes de junio de 1978 el Gobierno reconoció que «la falta de un sistema eficiente de control inmobiliario ha dado lugar a los múltiples problemas de tenencia de la tierra, problemas registrales y toda una serie de contradicciones en relación a este básico factor [...]». Esto se desprende, además, del interés del Gobierno por delimitar «las propiedades para establecer cuáles son comunales y cuáles del Estado [...] finqueros han obtenido tierras comunales como en el caso de la aldea Teleman».
El mismo presidente Laugerud indicó que se debía investigar, para poner «en claro quienes son los verdaderos dueños, si son los campesinos y si en realidad, como aseguran, ellos han sido despojados de las mismas, a través de los famosos títulos supletorios».
Al finalizar el enfrentamiento armado, todavía podía apreciarse que los terratenientes del valle Polochic basaban su hegemonía en el control de la tierra, al igual que antes del enfrentamiento actuando como un grupo de poder, y es un grupo de poder «inflexible y poco tolerante, [que] mantiene una tradicional actitud antireformista y de agresiva defensa al mantenimiento del statu quó en el agro».

## Hipótesis sobre la responsabilidad presentada a la opinión pública
A la opinión pública de la época le fueron presentadas cuatro tesis en relación con la responsabilidad de la masacre:

1) Legítima defensa del Ejército y responsabilidad de la guerrilla (versión oficial, tanto del Gobierno como del Ejército). El presidente Laugerud señaló:

Se trata de un plan de subversión patrocinado por Fidel Castro [...] los verdaderos responsables de lo sucedido en Panzós tendrán que pagarla [...] Mi Gobierno perseguirá a los que llevaron a cabo el adoctrinamiento de los campesinos y los azuzaron para que invadieran tierras ajenas [...] Los campesinos en lugar de dirigirse a la alcaldía, le dieron la vuelta al destacamento, atacando a un centinela [...] El resto de los soldados, al ver lo que había ocurrido al centinela, tuvieron que hacer fuego para salvar sus vidas, pues aunque el machete es un instrumento de trabajo, también puede ser empleado como arma».
Kjell Eugenio Laugerud

2) Responsabilidad del Ejército (versión sindical y popular).

3) Responsabilidad de los finqueros (versión del campesinado).

4) responsabilidad mediata del INTA (según la versión de Walter Overdick ―el alcalde de Panzós en esa época―, de campesinos y de organizaciones sindicales). Overdick señaló a los medios de comunicación que el INTA era «irresponsable», que le constaba que había indígenas que llevaban 15 años tramitando la obtención de tierra y que el organismo nada les había resuelto.

## Exhumación y proceso judicial
El 29 de mayo de 1997, 19 años después de la masacre, el Comité de Viudas de la zona presentó la denuncia ante el Juzgado de Paz de Panzós. El proceso se encuentra en la etapa de instrucción.
La exhumación de las víctimas de Panzós se realizó en septiembre de 1997 y el informe pericial fue entregado en junio de 1998, por la Fundación de Antropología Forense de Guatemala (FAFG). Además, se han recibido siete declaraciones de testigos presenciales. Hasta la fecha de elaboración de este Informe no hay sindicados en el proceso.
En el Informe forense consta el hallazgo, en dos fosas, de 35 osamentas. De estas, sólo se logró la identificación tentativa de dos, debido a su mal estado de conservación o a la escasa información ante mortem disponible. La gran mayoría de los restos analizados correspondieron a personas de sexo masculino (26 masculinos y 3 posibles masculinos). Por su parte, la edad de la mayoría se situaba entre los 19 y los 29 años. De las osamentas encontradas, sólo dos presentaban heridas de proyectil de arma de fuego evidentes, pero sobre la base de la interpretación de las placas de rayos X se pudo determinar que 18 osamentas, esto es el 51 % de las encontradas, presentaban fragmentos de proyectil de arma de fuego.
El 19 de diciembre de 1997 la CEH solicitó al ministro de la Defensa Nacional comentarios, entre otros casos, sobre esta masacre. El ministerio respondió el 5 de enero de 1998, inhibiéndose de realizar comentarios sobre los acontecimientos.